# 장 니코드 상
장 니코드 상(Jean Nicod Prize)은 프랑스 파리(Paris)에서 심리철학자나 인지과학철학자에게 주는 상이다. 프랑스 국립과학연구센터에서 수여한다. 장 니코드(Jean Nicod)의 이름을 따왔다. 파리 고등사범학교와 사회과학고등연구원에서도 후원한다.

## 같이 보기
- 인지과학자 목록
- 심리학철학